# John Calhoun Phillips

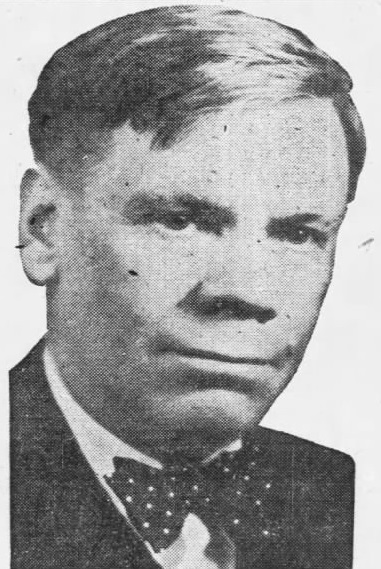
John Calhoun Phillips, 1930.

John Calhoun Phillips, född 13 november 1870 nära Vermont, Illinois, död 25 juni 1943 nära Flagstaff, Arizona, var en amerikansk politiker (republikan). Han var den 3:e guvernören i delstaten Arizona 1929-1931.
Phillips vägrade att höja domarlönerna under sin tid som guvernör. Han avled i en hjärtinfarkt under en fisketur nära Flagstaff.